# 麥迪遜鎮區 (印第安納州傑佛遜縣)
麥迪遜鎮區（英語：Madison Township）是位於美國印地安納州傑佛遜縣的一個行政鎮區。

## 地方資料
根據2010年美國人口普查的數據，麥迪遜鎮區的面積為150.20平方千米，當中陸地面積為148.70平方千米，而水域面積為1.50平方千米。當地共有人口17415人，而人口密度為每平方千米115.95人。